# Solana Avall
La Solana Avall és una entitat de població del municipi de Vallfogona de Ripollès a la comarca del Ripollès. En el cens de 2007 tenia 43 habitants.